# Instagram-яйце

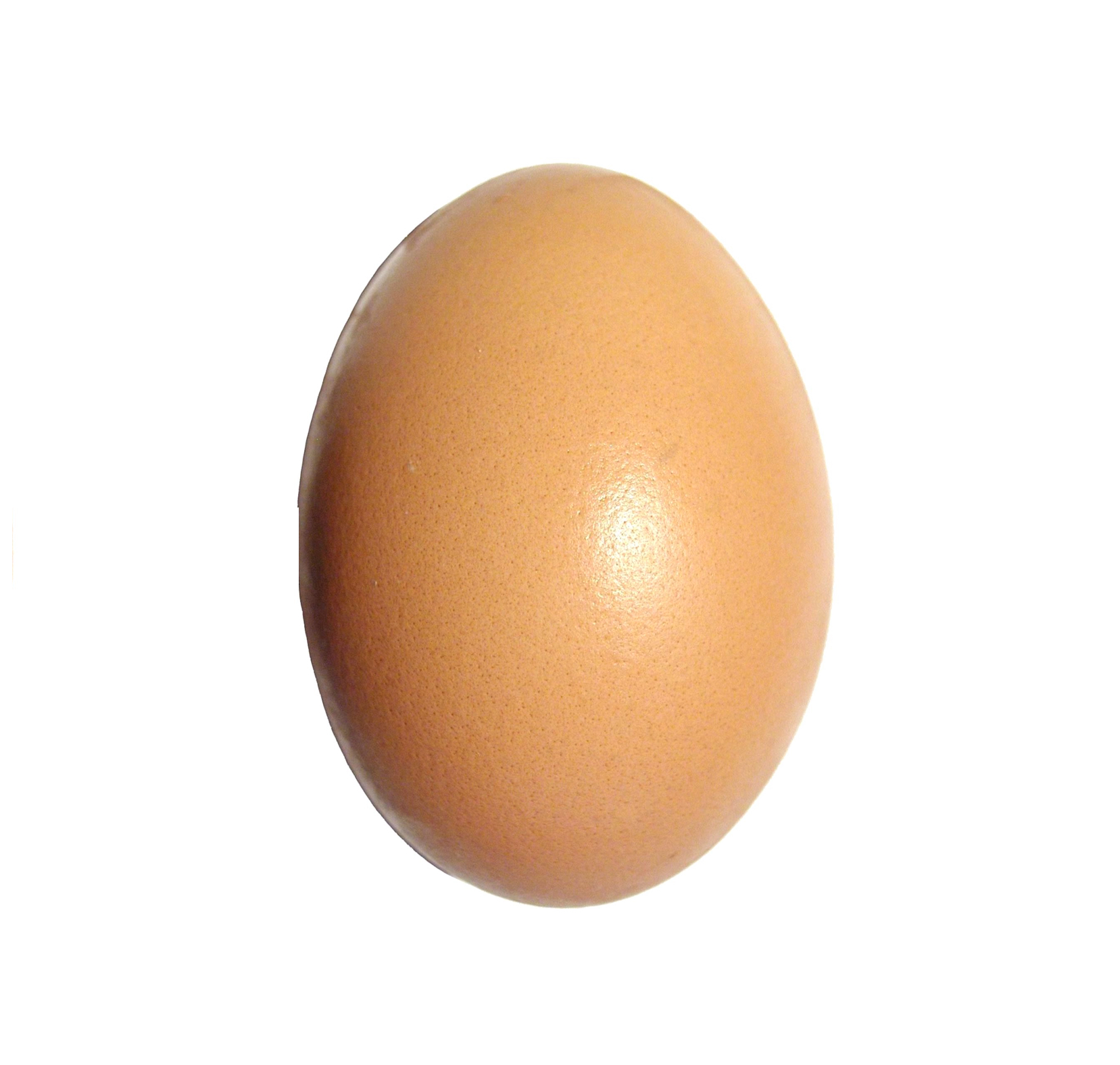
Фото яйця подібне на Instagram-яйце

Instagram-яйце — фото звичайного курячого яйця, опубліковане у соціальній мережі Instagram, яке невдовзі стало глобальним феноменом та інтернет-мемом. Ця публікація стала найпопулярнішою публікацією в мережі Instagram і найпопулярнішою з усіх публікацій на будь-яких онлайн-медіаплатформах в історії.

## Історія
4 січня 2019 року в мережі Instagram був створений обліковий запис @world_record_egg, першою публікацією якого стала фотографія звичайного коричневого курячого яйця із підписом: «Давайте разом встановимо світовий рекорд і отримаємо допис в Instagram, що збере найбільшу кількість уподобайок. Переб'ємо рекорд Кайлі Дженер (18 мільйонів)! Ми впораємось» (англ. Let's set a world record together and get the most liked post on Instagram. Beating the current world record held by Kylie Jenner (18 million)! We got this.). Під рекордом Кайлі Дженнер малася на увазі публікація американської моделі Кайлі Дженер із фотографією її новонародженої доньки Стормі, що набрала в цілому 18,4 мільйони вподобайок. У відповідь на цей зухвалий допис Кайлі Дженер опублікувала в Instagram короткий відеоролик, у якому прийняла виклик і демонстративно розбила куряче яйце, підписавши це відео «Ось тобі, маленьке яєчко!» (англ. «Take that little egg!»). В свою чергу, прихильники Instagram-яйця залишили в обліковці Кайлі тисячі коментарів із зображенням яйця або жартівливим кудкудаканням.
Вже через десять діб після публікації фотографія яйця перетнула межу в 18,4 мільйони лайків і продовжувала набувати популярності. Протягом наступних двох діб публікація набрала більше 41 мільйона лайків, перевершивши музичний відеокліп Despacito, найпопулярніше відео у мережі YouTube, і встановивши, таким чином, світовий рекорд із популярності серед онлайн-публікацій (на будь-якій медіа-платформі) в історії.
13 січня 2019 року в мережі Twitter був створений обліковий запис @egg_rt_record, власник якого оголосив своєю метою здобуття найбільшої кількості ретвітів (станом на 28 січня 2019 року зроблено близько 1 мільйона ретвітів), що перевершило б поточний світовий рекорд, який належить твітові японського мільярдера Юсаку Маедзави (5 мільйонів ретвітів). Незабаром у Twitter з'явилася низка підроблених обліковок, які удавали твіттер-акаунти Instagram-яйця.
15 січня 2019 року Instagram-яйце «оголосило» в Instagram Stories, що наступною метою даного облікового запису буде встановлення рекорду з отримання максимальної кількості коментарів під публікацією в Instagram. Поточний рекорд належить обліковці померлого репера XXXTentacion, яка зібрала більше 5 мільйонів коментарів під його останньою в житті публікацією.
18 січня 2019 року в Instagram з'явилося друге фото яйця, яке вже мало невеличку тріщину на лівому верхньому краї. 22 січня з'явилося третє фото яйця, яке цього разу мало вже дві більші тріщини. Ця публікація набрала 1 мільйон вподобайок менш ніж за 25 хвилин.
Станом на 28 січня 2019 року перша публікація яйця в Instagram здобула 51,4 мільйони вподобайків, що перевищувало попередній рекорд більш ніж у 2,5 рази, та 3 мільйони коментарів, і ці показники продовжували зростати. Друга і третя публікації набрали відповідно 9,8 млн вподобайків, 240 тис. коментарів та 6,9 млн вподобайків, 114 тис. коментарів. На цю дату це всі публікації даного облікового запису, хоча останній продовжує іноді публікувати короткі оновлення у формі Instagram Stories. Кількість прихильників Instagram-яйця наразі становить близько 9,3 млн. Як облікові записи в Instagram і Twitter, так і власне публікації Instagram-яйця набули широкого розголосу в засобах масової інформації та соціальних мережах, феномен Instagram-яйця почали вивчати аналітики та інтернет-маркетологи. Власники скандальної обліковки повідомили в Instagram, що «Це якесь божевілля! У які часи ми живемо!», але «це ще не кінець» і «ми тільки-но розпочали». Також почав діяти інтернет-магазин із сувенірною продукцією на тему Instagram-яйця.
У грудні 2022 року, після перемоги збірної Аргентини на чемпіонаті світу з футболу, допис Ліонеля Месі з кубком чемпіонату "обійшов" по кількості вподобайок допис з яйцем, набравши 74,7 мільйонів уподобань (станом на 12 січня 2023 року).

## Автори та мета проєкту
Наразі власники облікового запису яйця невідомі, хоча обліковку було підтверджено 14 січня. Видання The Washington Post визначило, що вони мешкають у Лондоні. В деяких ЗМІ стверджується, що яйце, яке стало героєм соціальних мереж, має власне ім'я — Юджин, а курку, яка його знесла, кличуть Генрієттою, втім, власники облікового запису Instagram-яйця не підтвердили як цю інформацію, так і те, що ними буцімто є американський репер і «зірка» Instagram на прізвисько Supreme Patty.
Також достеменно невідома мета створення такої вірусної публікації, а також, чому її героєм стало звичайнісіньке яйце. Американське видання CNET припускало, що це може бути іронія над Кайлі Дженер, яка сфотографувала свою новонароджену дитину, прагнення привернути увагу до поганого стану птахівництва чи просто ретельно продуманий жарт, чиєю метою було здобуття розголосу в Інтернеті. Журналісти The Guardian вважали, що єдиною метою даної акції було демонстративне побиття попереднього рекорду, встановленого гламурною Кайлі Дженер, за допомогою фотографії чогось найбанальнішого у світі. Також є думки, що проект Instagram-яйця покликаний показати перемогу спільноти звичайних людей над окремими публічними особами, або є агресивним символом спротиву проти споживацької культури і показової гламурності.
17 січня інтернет-видання TooFab опублікувало інтерв'ю з 19-річним «гуру вірусного маркетингу» Ішаном Гоелем, який стверджував, що відповідав за вірусну «розкрутку» публікації в соціальних мережах. Він буцімто надав виданню докази цього, але так і не розголосив імена власників облікового запису Instagram-яйця. За його словами, ідея полягала в отриманні підтвердження того факту, що люди схильні більше підтримувати і любити невдах, аніж селебріті.

## Опис
Оригінальна фотографія курячого яйця була взята авторами проєкту на стоковому онлайн-ресурсі фотографій. Автором фотографії є професійний фотограф Сергій Платонов.